# Paddy Considine

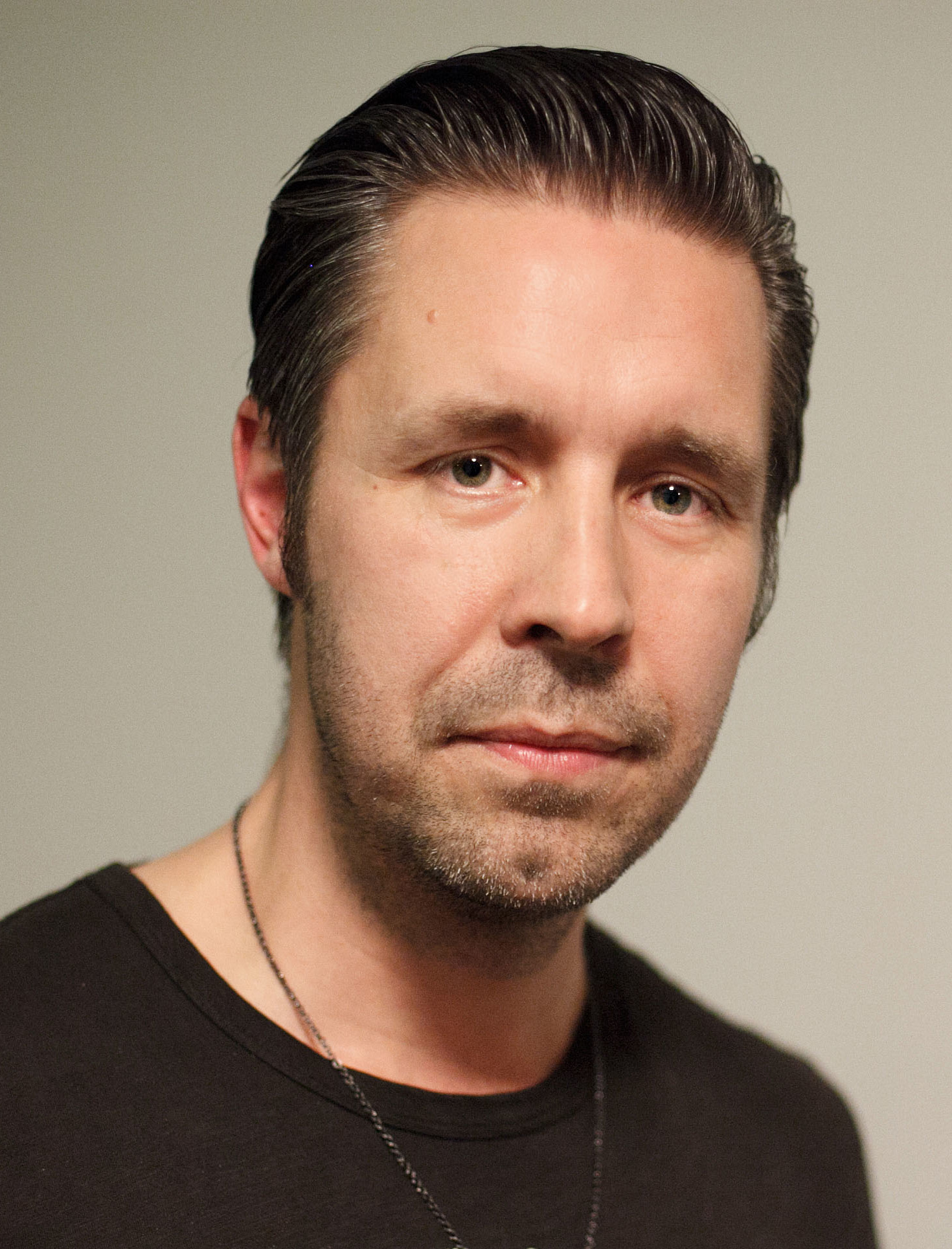
Paddy Considine (2011)

Patrick George Considine (ur. 5 września 1973 w Burton upon Trent) − brytyjski aktor, reżyser i scenarzysta pochodzenia irlandzkiego. Dwukrotny laureat nagrody BAFTA i Srebrnego Lwa na 64. Międzynarodowym Festiwalu Filmowym w Wenecji.
Urodzony w Anglii, pracował jako fotograf, zanim zajął się aktorstwem na pełny etat. Zadebiutował w roli Morella w komediodramacie dla młodzieży Pokój dla Romeo Brassa (A Room for Romeo Brass, 1999) z Vicky McClure.

## Filmografia

### Filmy
| Rok  | Tytuł                                          | Rola                     | Uwagi                                 |
| ---- | ---------------------------------------------- | ------------------------ | ------------------------------------- |
| 1999 | A Room for Romeo Brass                         | Morell                   |                                       |
| 2000 | Ostatnie wyjście                               | Alfie                    |                                       |
| 2000 | Urodzeni romantycy                             | Ray                      |                                       |
| 2001 | Odzyskać spokój                                | Glen Marcus              |                                       |
| 2001 | The Martins                                    | Hatfield Recorder Editor |                                       |
| 2002 | 24 Hour Party People                           | Rob Gretton              |                                       |
| 2002 | Close Your Eyes                                | Elliot Spruggs           |                                       |
| 2002 | My Wrongs 8245-8249 and 117                    | Him                      | krótkometr.                           |
| 2002 | Bouncer                                        | Knife Man                | krótkometr.                           |
| 2003 | In America                                     | Johnny                   |                                       |
| 2004 | Buty nieboszczyka (Dead Man's Shoes)           | Richard                  | też współscenarzysta                  |
| 2004 | Lato miłości (My Summer of Love)               | Phil                     |                                       |
| 2005 | Człowiek ringu (Cinderella Man)                | Mike Wilson              |                                       |
| 2005 | Stoned                                         | Frank Thorogood          |                                       |
| 2006 | Bosque de Sombras                              | Norman                   |                                       |
| 2006 | Połowiczny rozpad Timofieja Bierezina (Pu-239) | Timofiej Bieriezin       |                                       |
| 2007 | Hot Fuzz                                       | Andy Wainwright          |                                       |
| 2007 | Ultimatum Bourne'a (The Bourne Ultimatum)      | Simon Ross               |                                       |
| 2007 | Dog Altogether                                 |                          | krótkometrażowy scenarzysta i reżyser |
| 2009 | Krzyk sowy                                     | Robert Forrester         |                                       |
| 2009 | Le Donk & Scor-zay-zee                         | Le Donk                  |                                       |
| 2010 | Moja łódź podwodna                             | Graham T. Purvis         |                                       |
| 2011 | Blitz                                          | sierż. Porter Nash       |                                       |
| 2011 | Tyranozaur                                     |                          | scenarzysta i reżyser                 |
| 2012 | Girl on a Bicycle                              | Derek                    |                                       |
| 2012 | Niech bedzie teraz                             | Father                   |                                       |
| 2013 | To już jest koniec                             | Steven Prince            |                                       |
| 2014 | Honour                                         | Bounty Hunter            |                                       |
| 2014 | Dumni i wściekli                               | Dai Donovan              |                                       |
| 2015 | System                                         | Vladimir Malevich        |                                       |
| 2015 | Już za tobą tęsknię                            | Jago                     |                                       |
| 2015 | Makbet                                         | Banko                    |                                       |
| 2016 | Wszechstronna dziewczyna                       | sierż. Eddie Parks       |                                       |
| 2017 | Śmierć Stalina                                 | Andriejew                |                                       |
| 2017 | Journeyman                                     | Matty Burton             | też scenar. i reżys.                  |
| 2017 | Funny Cow                                      | Angus                    |                                       |
| 2019 | Dziewczyna, którą nigdy nie byłam              | Pat Morrigan             |                                       |
| 2021 | Wilk                                           | The Zookeeper            |                                       |

### Seriale telewizyjne
| Rok       | Tytuł                                                  | Rola                   | Uwagi                                          |
| --------- | ------------------------------------------------------ | ---------------------- | ---------------------------------------------- |
| 2006      | Moje cynkowe łóżko (My Zinc Bed)                       | Paul Peplow            | Seria telewizyjna                              |
| 2006      | Połowiczny rozpad Timofieja Berezina (Pu-239)          | Timofiej Berezin       | Seria telewizyjna                              |
| 2009      | Red Riding                                             | Peter Hunter           | Seria telewizyjna                              |
| 2011–2014 | Podejrzenia Pana Wichera (The Suspicious of Mr Wicher) | Detektyw Jack Wicher   | Seria telewizyjna                              |
| 2016      | Peaky Blinders                                         | Ojciec John Hughes     | Sezon 3; 4 odcinki                             |
| 2018      | Informator (Informer                                   | Gabe Waters            | Miniserial                                     |
| 2020      | Outsider (The Outsider)                                | Claude Bolton/Outsider | Miniserial; 10 odcinków                        |
| 2020      | Dzień trzeci (The Third Day)                           | Pan Martin             | Miniserial; 6 odcinków                         |
| 2022–2024 | Ród Smoka (House of the Dragon)                        | Viserys I Targaryen    | Główna rola (sezon 1); Gościnna rola (sezon 2) |
| 2025      | Small Town, Big Story                                  | Seamus Proctor         | Miniserial; główna rola; 6 odcinków            |
| 2025      | The Associate                                          | Kevin Harrigan         | Miniserial; główna rola                        |

## Nagrody
- Nagroda na MFF w Wenecji Srebrny Lew za Najlepszy film krótkometrażowy: 2007 Dog Altogether
- Nagroda BAFTA Najlepszy film dokumentalny: 2008 Dog Altogether
- Nagroda BAFTA Najlepszy debiutujący brytyjski reżyser, scenarzysta lub producent : 2012 Tyranozaur[4]